# Saxifraga prenja
Saxifraga prenja là một loài thực vật có hoa trong họ Saxifragaceae. Loài này được Beck miêu tả khoa học đầu tiên năm 1887.